# Kâle Rosing
Karl „Kâle“ Frederik Johan Peter Rosing (* 6. Juni 1911 in Tasiilaq; † 19. Mai 1974 in Kopenhagen) war ein grönländischer Künstler.

## Leben
Kâle Rosing war der Sohn des Missionars Hans Christian Theodor Rosing (1866–1944) und seiner Frau Malene Karoline Klara Kreutzmann (1869–1943). Seine Großmutter väterlicherseits war die Hebamme Karoline Rosing (1842–1901), sein Großvater mütterlicherseits der Künstler Jens Kreutzmann (1828–1899). Zu seinen Brüdern gehörten Peter Rosing (1892–1965), Otto Rosing (1896–1965), Jens Rosing (1900–1944) und Nikolaj Rosing (1903–1968). 1936 heiratete er in erster Ehe Nielsine Abelone Martha Zethsen (1916–1944), Tochter des Landesrats Lars Jonas Peter Johannes Zethsen (1881–?) und seiner Frau Marie Dorthea Beate Jensen (1882–?). Nach ihrem Tod heiratete er am 2. Februar 1945 in Kopenhagen in zweiter Ehe Betty Helene Kragh (1908–1986), Tochter des Maschinenmeisters Holger William Kragh und seiner Frau Olga Thorbjørnsen. Die Ehe wurde geschieden und am 3. Juni 1955 ehelichte er in dritter Ehe Elin Sonja Ingrid Fencker (1928–?), Tochter des Kolonialverwalters Karl Frederik Hannibal Anton Fencker und seiner Frau Ragnhild Anna Cronfeldt.
Kâle Rosing wurde in Tasiilaq geboren, wo sein Vater als Missionar tätig war. Als die Familie Urlaub in Dänemark machte, erkrankte Kâle an einer Mittelohrentzündung und musste in Kopenhagen verbleiben. Anschließend wuchs er als Pflegesohn von Bischof Christian Ludwigs in Aalborg auf. 1929 schloss er die Kathedralschule in Aalborg ab und begann ein Medizinstudium, das er jedoch 1932 abbrach. 1933 zog er nach Grönland, wo er bei Grønlands Styrelse arbeitete. Während er sich 1940 in Dänemark aufhielt, brach die Verbindung nach Grönland durch den Krieg ab und er arbeitete bis 1945 für Den Kongelige Grønlandske Handel. Anschließend kehrte er nach Grönland zurück und arbeitete im Büro des Gouverneurs in Nuuk. Später war er Kämmerer und Kreisrichter in Maniitsoq und Ilulissat.
Kâle Rosing betätigte sich als Zeichner und Aquarellmaler. Nach dem Zweiten Weltkrieg wurde er der erste Grönländer, der mit Linolschnitt arbeitete, nachdem der Redakteur der Grønlandsposten, Kield Rask Therkilsen, ihn dazu aufgefordert hatte. Seine Linolschnitte wurden daraufhin von der Zeitung verwendet, häufig als Deckblattillustration. Seine Werke waren meist stimmungsvolle Darstellungen von Landschaften, Tieren und Alltagsszenen. Sie wurden in Grönland, Dänemark und den USA ausgestellt.